# Центральноазиатские игры 1999
3-и Центральноазиатские игры прошли в Бишкеке (Кыргызстан) с 1 по 7 октября 1999 года. К участию в играх был приглашён Китайский Тайбэй.

## Виды спорта
- баскетбол (муж., жен.)
- бокс
- волейбол (муж., жен.)
- борьба (вольная, греко-римская)
- дзюдо
- лёгкая атлетика
- стрельба пулевая
- фехтование
- велоспорт
- плавание
- теннис
- тяжёлая атлетика

## Итоги Игр
| Место | Страна       | Золото | Серебро | Бронза | Всего |
| ----- | ------------ | ------ | ------- | ------ | ----- |
| 1     | Казахстан    | 119    | 68      | 34     | 221   |
| 2     | Кыргызстан   | 27     | 58      | 59     | 144   |
| 3     | Узбекистан   | 17     | 28      | 30     | 75    |
| 4     | Туркменистан | 0      | 6       | 25     | 31    |
| 5     | Таджикистан  | 0      | 2       | 10     | 12    |